# ألبانوفوبيا

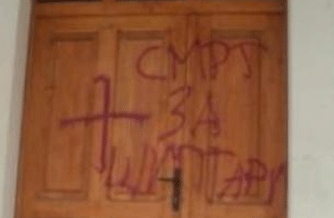
نقش مناهض للألبان على باب المسجد، ومعناه "الموت للألبان"

ألبانوفوبيا أو الشعور المعادي للألبان أو رهاب الألبان هو التمييز أو التحامل إزاء الألبان كمجموعة إثنية، يرد وصفه في البلدان ذات التعداد الكبير للألبان كمهاجرين، وخاصةً اليونان وإيطاليا رغم أن هذا الشعور وجد أساسًا في اليونان في فترة ما بعد الشيوعية في ألبانيا عند هروب العديد من المجرمين إلى اليونان.
استخدم مصطلح مشابه يحمل نفس الدلالة هو معاداة الألبانية في العديد من المصادر على نحو مماثل مع الألبانوفوبيا، رغم أن أوجه التشابه و/أو الاختلافات غير محددة.
المصطلح المعاكس له هو الألبانوفيليا (أُلفة الألبان).

## أصوله وأشكاله
صاغت آنا ترياندافيليدو مصطلح «ألبانوفوبيا» في تقرير تحليلي بعنوان العنصرية والتنوع الثقافي في وسائل الإعلام المنشور عام 2002. ولكن، يعود أول استخدام مسجل لهذا المصطلح إلى عام 1982 في مجلة ذا ساوث سلاف، المجلد 8، بواسطة المؤلف الألباني أرشي بيبا. مثّل تقرير ترياندافيليدو المهاجرين الألبان في اليونان وتبعها باحثون آخرون مثل كاريوتيس في اليونان وماي في إيطاليا. استخدمت الصيغة الموصلة «ألبانو-فوبيا» في بعض المراجع (بما في ذلك تقرير ترياندافيليدو)، بنفس المعنى على ما يبدو.
ما يزال العديد من المؤلفين مثل ترياندافيليدو وباناك وكاريوتيس يعتبرون أن الصور النمطية الألبانية التي تشكلت وسط تأسيس دولة ألبانية مستقلة، والصور النمطية التي تشكلت نتيجة الهجرات الجماعية من ألبانيا وكوسوفو خلال الثمانينيات والتسعينيات، هي رهاب الألبان ومعاداة الألبان، رغم أنها قد تختلف عن بعضها البعض.[بحاجة لمصدر]
يشير الألبانوفوبيا إلى مجموعة واسعة من المفاهيم التي يمكن تجميعها تقريبًا في فئتين رئيسيتين:
- رهاب الألبان بوصفه رهاب الأجانب - يشير إلى الصور النمطية في البلدان التي يعيش فيها عدد كبير من المهاجرين الألبان مثل اليونان وإيطاليا وسويسرا وألمانيا وفرنسا والولايات المتحدة.
- رهاب الألبان بوصفه نزعة قومية - يشير إلى الصور النمطية في البلدان التي لديها نزاعات نشطة مع العرق الألباني في المنطقة، ومعظمها من الدول اليوغوسلافية السابقة (مقدونيا الشمالية، صربيا، الجبل الأسود). والفئة الثانية أكثر ميلًا للارتباط بمصطلح معاداة الألبانية.

## اليونان
كانت الصورة النمطية للألبان عند البعض في اليونان باعتبارهم مجرمين ومنحطين موضوع دراسة أجراها اتحاد هلسنكي الدولي لحقوق الإنسان (آي إتش إف إتش آر) والمركز الأوروبي لرصد العنصرية وكراهية الأجانب (إي يو إم سي) عام 2001. اعتبرت الدارسة أنه ما يزال هناك تحامل وسوء معاملة للألبان في اليونان. ووفقًا لبيان صادر عن اتحاد هلسنكي الدولي لحقوق الإنسان عام 2002، فإن الألبان هم أكثر المجموعات الإثنية في اليونان الذين يقتلهم مسؤولو إنفاذ القانون اليونانيون. بالإضافة إلى ذلك، اعتبر المركز الأوروبي لرصد العنصرية وكراهية الأجانب الألبان الإثنيين أهدافًا رئيسية للعنصرية. ووجد المركز الأوروبي لرصد العنصرية وكراهية الأجانب أن المهاجرين الألبان غير الشرعيين «يتعرضون لتمييز خطير في التوظيف، خاصةً بدفع الأجور واشتراكات الضمان الاجتماعي». غالبًا ما يسمي اليونانيون الألبان و/أو يدعونهم بازدراء باسم «الأتراك»، الممثل في التعبير «توركالفانوي». يُصنف الألبان في اليونان بأنهم «متوحشون»، في حين يعتبر اليونانيون أنفسهم «متحضرين».
تُعتبر وسائل الإعلام اليونانية مسؤولة إلى حد كبير عن البناء الاجتماعي للقوالب النمطية السلبية بتمثليها المجحف للألبان وللإجرام الألباني (انظر المافيا الألبانية)، خلافًا للاعتقاد السائد بأن المجتمع اليوناني ليس كارهًا للأجانب ولا عنصري.
في مارس 2010، خلال إستعراض عسكري رسمي في أثينا، هتف الجنود اليونانيون «إنهم سكوبيون، إنهم ألبان، سنصنع من جلودهم ملابس جديدة ». ردت وزارة الحماية المدنية في اليونان على ذلك  بتوقيف ضابط خفر السواحل الذي كان مسؤولًا عن وحدة الإستعراض، وتعهدت باتخاذ إجراءات صارمة ضد أعضاء الفرقة.

## إيطاليا
يرتبط الألبانوفوبيا في إيطاليا أساسًا بالمهاجرين الألبان، ولا سيما الشباب البالغين، الذين يُنظر إليهم نمطيًا كمجرمين وتجار مخدرات ومغتصبين. توفر وسائل الإعلام الإيطالية الكثير من المساحة والاهتمام بالجرائم التي يرتكبها الألبان الإثنيون، حتى تلك المفترضة فقط.

## الجبل الأسود
بحلول عام 1942، أصبحت مدينة بار موطناً للعديد من الصرب وغيرهم من اللاجئين الذين أُرغموا على الفرار من كوسوفو والهروب من العنف الذي مارسته الوحدات الألبانية. انضم العديد من هؤلاء إلى القوات الحزبية وشاركوا في أنشطتها في بار.
كان الضحايا مجندين ألبان من كوسوفو، ضغط عليهم الحزبيون اليوغوسلاف للخدمة. جمع هؤلاء الرجال لاحقًا في بريزرين وساروا على الأقدام في ثلاثة أرتال إلى بار، حيث كان من المفترض أن يتلقوا تدريبات قصيرة ويرسلوا بعدها إلى الجبهة. تقدمت المسيرة في سلاسل الجبال الوعرة في كوسوفو والجبل الأسود للوصول إلى وجهتها. ذكر السكان المحليون أن هؤلاء الرجال، الذين ساروا مسافة كبيرة، كانوا «مرهقين» و«بؤساء» عند وصولهم. جُمع لاحقًا رتل الرجال هذا الذي امتد بضعة كيلومترات في باركسو بوليي. وفي مرحلة ما، في بوليي، هاجم ألباني من الرتل أحد الضباط اليوغوسلاف، بوزا دابانوفيتشا، وقتلته. وبعد ذلك بقليل ألقى شخص من الرتل قنبلة مهربة على قائد اللواء. خلق هذا حالة من الذعر بين الحزبيين. أطلق الحراس المراقبون للمجندين النار على الحشد فقتلوا العديد ودفعوا الناجين إلى الفرار إلى الجبال المحيطة. وفي حالة أخرى، جُمع عدة مئات من الألبان في نفق، بالقرب من بار، ثم أُغلق عليهم ما أدى إلى اختناق جميع المحاصرين داخل النفق.
قدرت المصادر اليوغوسلافية عدد الضحايا بـ 400  ضحية بينما رفعت المصادر الألبانية عدد القتلى إلى 2000 ضحية في بار لوحدها. وفقًا للمؤرخ الكرواتي ليوبيكا شتيفان، قتل البارتيزان 1600 ألباني في بار في 1 أبريل بعد حادثة وقعت عند نافورة. وهناك روايات تدعي أن صبية صغار كانوا من بين الضحايا. أشارت مصادر أخرى إلى أن عملية القتل بدأت على الطريق دون سبب واضح، ودعمت ذلك شهادة زوي ثيميلي في محاكمته عام 1949. كان ثيميلي متعاونًا عمل كمسؤول مهم في سيغوريمي، الشرطة السرية الألبانية الشيوعية.  بعد المذبحة، غطى النظام الشيوعي اليوغوسلافي الموقع على الفور بالإسمنت وبنى مطارًا فوق المقبرة الجماعية.

## مقدونيا الشمالية
تصاعدت حدة التوترات العرقية في مقدونيا الشمالية منذ انتهاء الصراع المسلح عام 2001، هاجم جيش التحرير الوطني الألباني الإثنية قوات الأمن في مقدونيا الشمالية لضمان المزيد من الحقوق والحكم الذاتي للأقلية الألبانية الإثنية.
اتُهمت أكاديمية العلوم والفنون المقدونية بالألبانوفوبيا عام 2009 بعد نشرها لأول موسوعة لها، التي زعمت فيها أن التسمية المحلية الألبانية «شقيبتار» تعني «الجبليين» واستخدمتها شعوب البلقان الأخرى أساسًا لوصف الألبان، لكن عندما استخدمها في اللغات السلافية الجنوبية، اعتبرها المجتمع الألباني اسمًا مهينًا. وزعمت الموسوعة أيضًا أن الألبان استقروا المنطقة في القرن السادس عشر. توقف توزيع الموسوعة بعد سلسلة من الاحتجاجات العامة.
في 12 أبريل 2012، قُتل خمسة مدنيين من أصل مقدوني بالرصاص على أيدي إثنيين ألبان حسب المزاعم، في هجوم عُرف باسم جرائم بحيرة سميلكوفتشي. في 16 أبريل 2012، في أعقاب الهجوم، نظم المقدونيون الإثنيون مظاهرة معادية للألبان في إسكوبية حيث سُجل المشاركون وهم يهتفون «الشقيبتار الجيد هو الشقيبتار الميت» و«غرف الغاز للشقيبتار».
وفي 1 مارس 2013 في إسكوبية، احتج حشد من المقدونيين الإثنين على قرار تعيين طلعت شافري، سياسي ألباني الإثنية، وزيرًا للدفاع، أصبحت الاحتجاجات عنيفة عندما بدأ الحشد في إلقاء الحجارة ومهاجمة المارة الألبان وضباط الشرطة على حد سواء. أفادت الشرطة بإصابة ثلاث مدنيين وخمسة ضباط شرطة وإلحاق أضرار كبيرة بالممتلكات الخاصة، رغم إفادة مستشفى المدينة بمعالجة خمسة رجال ألبان مصابين بجروح خطيرة، دخل اثنان منهم وحدة العناية المركزة. أحرق جزء من الحشد العلم الألباني أثناء هذا الاحتجاج.
في الذكرى 108 لمؤتمر ماناستير، تعرض متحف الأبجدية الألبانية في بيتولا للتخريب، وحُطمت النوافذ والأبواب. وضع ملصق يحمل عبارة «الموت للألبان» مع رسم أسد يقطع رؤوس النسر الألباني ذي الرأسين على الأبواب الأمامية للمتحف. بعد أسبوع واحد من هذا الحادث، وفي يوم إعلان الاستقلال الألباني، وضعت رسومات تحمل نفس رسائل الأسبوع السابق على مديرية حديقة بيلستر الوطنية.